# 高橋博 (実業家)
高橋 博（たかはし ひろし、1921年9月4日 - 2018年5月24日）は、日本の経営者。呉羽化学工業(現在のクレハ)社長を務めた。

## 経歴・人物
東京都出身。1947年に東京大学法学部を卒業し、同年4月に呉羽化学工業(現在のクレハ)に入社した。1968年5月に取締役に就任し、1970年5月に常務、1972年11月に専務を経て、1973年11月に社長に就任。1988年6月に会長を経て、1994年6月には最高顧問に就任。
1981年11月に藍綬褒章を受章し、1991年11月に勲二等瑞宝章を受章。
2018年5月24日老衰のために死去。96歳没。